# Col·legi Oficial d'Arquitectes de Galícia

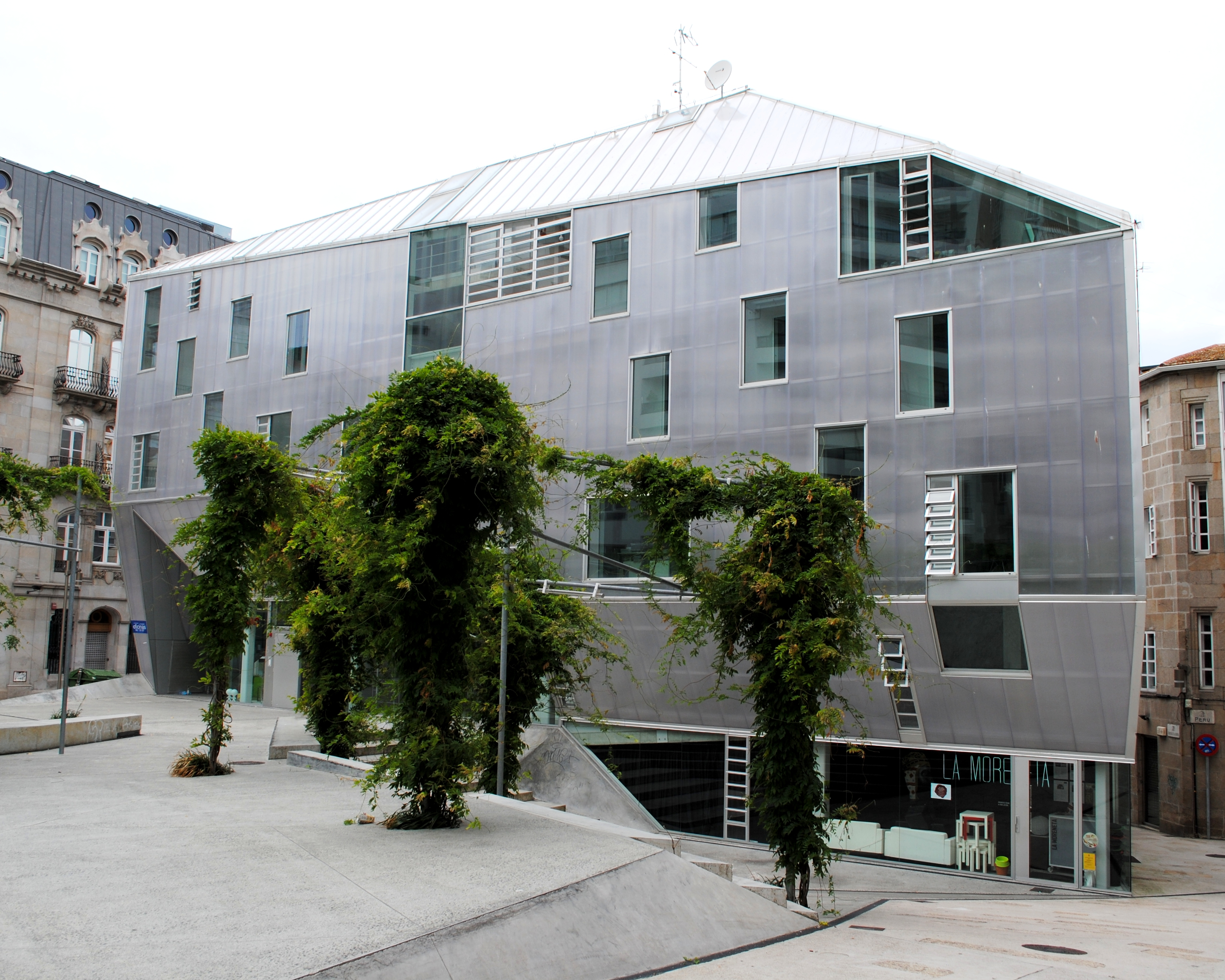
Seu de la delegació de Vigo.

El Col·legi Oficial d'Arquitectes de Galícia (l'acrònim dels quals és COAG) és el col·legi professional d'arquitectes de Galícia (Espanya). Forma part del Consell Superior de Col·legis d'Arquitectes d'Espanya. Aquesta Corporació de Dret Públic va ser creada per Decret de 2 de maig de 1973, mitjançant segregació de l'antic Col·legi d'Arquitectes de León, Astúries i Galícia, explicant en aquest moment amb 120 col·legiats. Des de 2023 ostenta el càrrec de Degà-President Luciano González Alfaya.
Han estat Degans: Andrés Fernández-Albalat Lois (1973-1977); Xosé Bar Boo (1977-1979); Juan González Cebrián (1979-1981); Xabier Suances Pereiro (1981-1983); Miguel Silva Suárez (1983-1986); Arturo Conde Aldemira (1986-1989); José Manuel Rei Pichel (1989-2003); Teresa Táboas Veleiro (2003-2005); Celestino García Braña (2005-2011); Jorge Duarte Vázquez (2011-2013); Antonio Maroño Cal (2013-2019); Elena Ampudia Aixendri (2019-2023).